# 5-Tage-Rennen
Das 5-Tage-Rennen war eine Kunstveranstaltung, die in Köln vom 15. Oktober bis 20. Oktober 1968 anlässlich des 2. Kölner Kunstmarktes in der Tiefgarage unter der Josef-Haubrich-Kunsthalle stattfand. Die beteiligten Künstler waren Gabor Altorjay, Alfred Feussner, Mauricio Kagel, Ursula Burghardt, Wolf Vostell und Mercedes Vostell. Mit dem Namen Labor e. V. zur Erforschung akustischer und visueller Ereignisse hatten sie sich zu einer Gruppe formiert. Mit der Partizipation des Publikums fanden Happenings und Aktionen statt. Als Gast war LIDL vertreten.
Paul Karalus drehte einen Film über das 5-Tage-Rennen mit dem Titel: Vostell und andere oder Lippenstifte für Vietnam. WDR, 1969.